# Coulsdon
Coulsdon est un district du borough londonien de Croydon dans le sud de Londres.

## Démographie
En 2011, la population était de 25 695 habitants.

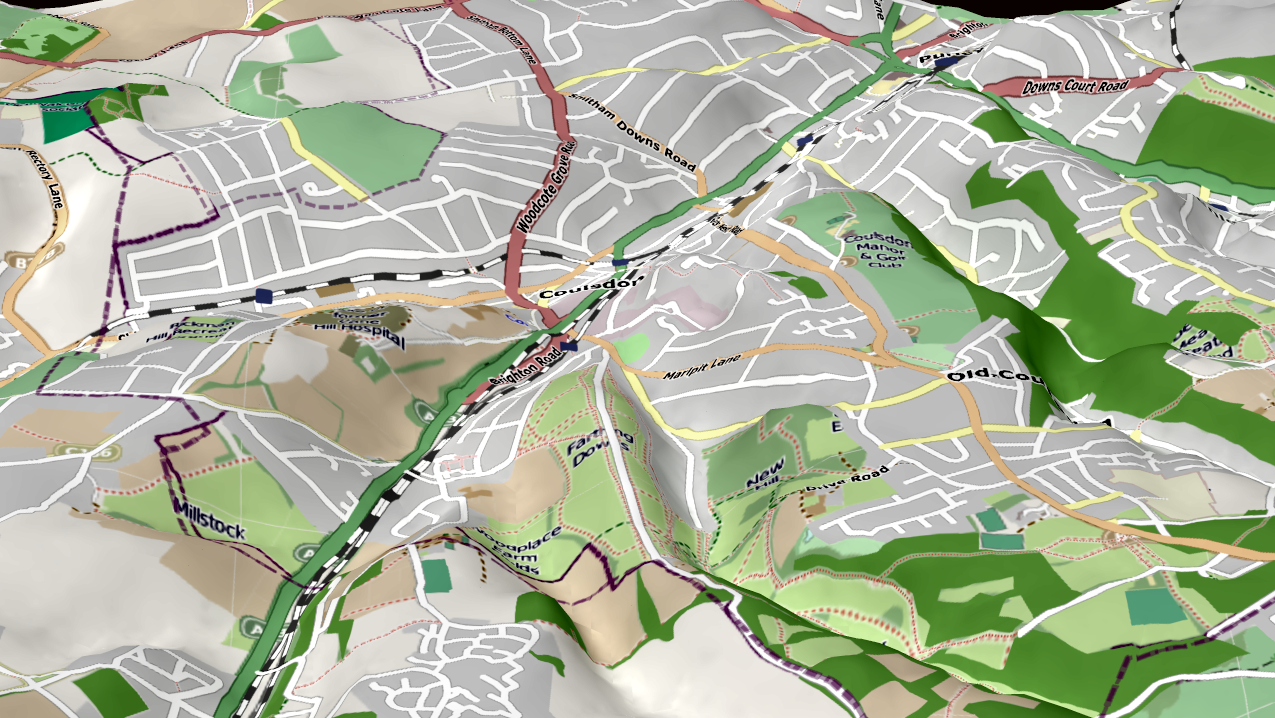
Vue topologique de Coulsdon.